# Astérix et Latraviata
Astérix et Latraviata est le trente-et-unième album de la bande dessinée Astérix, publié en 2001, scénarisé et dessiné par Albert Uderzo.

## Résumé
C’est l’anniversaire d’Astérix et d’Obélix : leurs mères Praline et Gélatine sont venues de Condate leur rendre visite pendant plusieurs jours. Praline offre à son fils un glaive romain, tandis que Gélatine offre à Obélix un casque romain. Toutes deux rêvent de marier nos héros, mais ces derniers ne se laissent pas faire.
Pendant ce temps, à Condate, les pères d’Astérix et d’Obélix, Astronomix et Obélodalix, qui tiennent ensemble une boutique de souvenirs d’Armorique, sont arrêtés par le préfet Bonusmalus, à la solde de l’ennemi juré de César, Pompée, qui veut lever secrètement une armée en Gaule. Un soldat ivrogne, Roméomontaigus, a subtilisé le casque et le glaive de Pompée et les a revendus à Astronomix et Obélodalix – or, il s’agit des mêmes casque et glaive offerts en cadeaux à Astérix et Obélix. Pompée et Bonusmalus ont alors l’idée d’utiliser une tragédienne romaine, Latraviata, sosie de Falbala, pour infiltrer le village gaulois et récupérer les armes.
Se faisant passer pour amnésique, et avec l’aide du Romain Cartapus, l’actrice réussit non sans difficulté à reprendre casque et glaive, mais sa présence provoque une grave dispute entre Astérix et Obélix. Plus tard, inquiets de ne pas voir arriver leurs pères – tous deux étant prisonniers à Condate –, ils accompagnent Latraviata en direction de Condate pour les chercher.
Pendant ce temps-là, la vraie Falbala, ayant appris l’incarcération d’Astronomix et d’Obélodalix, part avec son mari Tragicomix en informer le village. Les deux convois se rencontrent sur la route, et la fausse Falbala est démasquée par la vraie, faisant éclater à Astérix et Obélix la vérité sur sa mascarade.
Astérix et Obélix partent à la préfecture de Condate pour libérer leurs pères. Avec l’intervention de César et l’aide de Tragicomix, Pompée et Bonusmalus sont arrêtés. Afin de récompenser leurs bons services, César offre à nos deux héros une statue portant son propre nom – en référence aux César du cinéma ; d’ailleurs, César l’appelle un « Moi d’Or » –, mais Astérix l’offre plutôt à Latraviata pour son rôle talentueux, ce que César trouve absurde (« Donner un César à une tragédienne ? Mais c’est absurde ! »). Latraviata remercie le Gaulois en lui donnant un baiser avant de repartir pour Rome.
Astérix, Obélix, leurs parents, Falbala et Tragicomix se rendent ensemble au village pour le banquet final.

## Personnages principaux
- Les habitants du village gaulois, dont :
  - Astérix, guerrier,
  - Obélix, livreur de menhir,
  - Idéfix, chien d'Obélix,
  - épouse d'Agecanonix,
  - Agecanonix, vieillard,
  - Assurancetourix, barde,
  - Cétautomatix, forgeron,
  - Panoramix, druide,
  - Abraracourcix, chef du village,
  - Bonemine, épouse d'Abraracourcix,
  - Ordralfabétix, poissonnier,
  - Plantaquatix, père de Falbala ;
- Praline, mère d'Astérix ;
- Gélatine, mère d'Obélix ;
- Astronomix, père d'Astérix ;
- Obélodalix, père d'Obélix ;
- Bonusmalus, préfet romain à Condate ;
- Roméomontaigus, légionnaire romain ivre ;
- Pompée, consul romain chassé du sénat de Rome par Jules César ;
- Latraviata, actrice romaine de théâtre, tragédienne, sosie de Falbala ;
- Cartapus, Romain accompagnant Latraviata au village gaulois ;
- Les pirates, dont :
  - Barbe-Rouge (non nommé), chef des pirates,
  - Triple-Patte, pirate unijambiste disant des citations latines,
  - Baba, vigie des pirates ;
- messager romain ;
- légat de Condate ;
- Falbala, habitante de Condate, fille de Plantaquatix ;
- Tragicomix, époux de Falbala ;
- Garotiphus, centurion romain ;
- Motussébouchecousus, décurion romain ;
- Jules César, imperator romain.

## Analyse

### Pompée

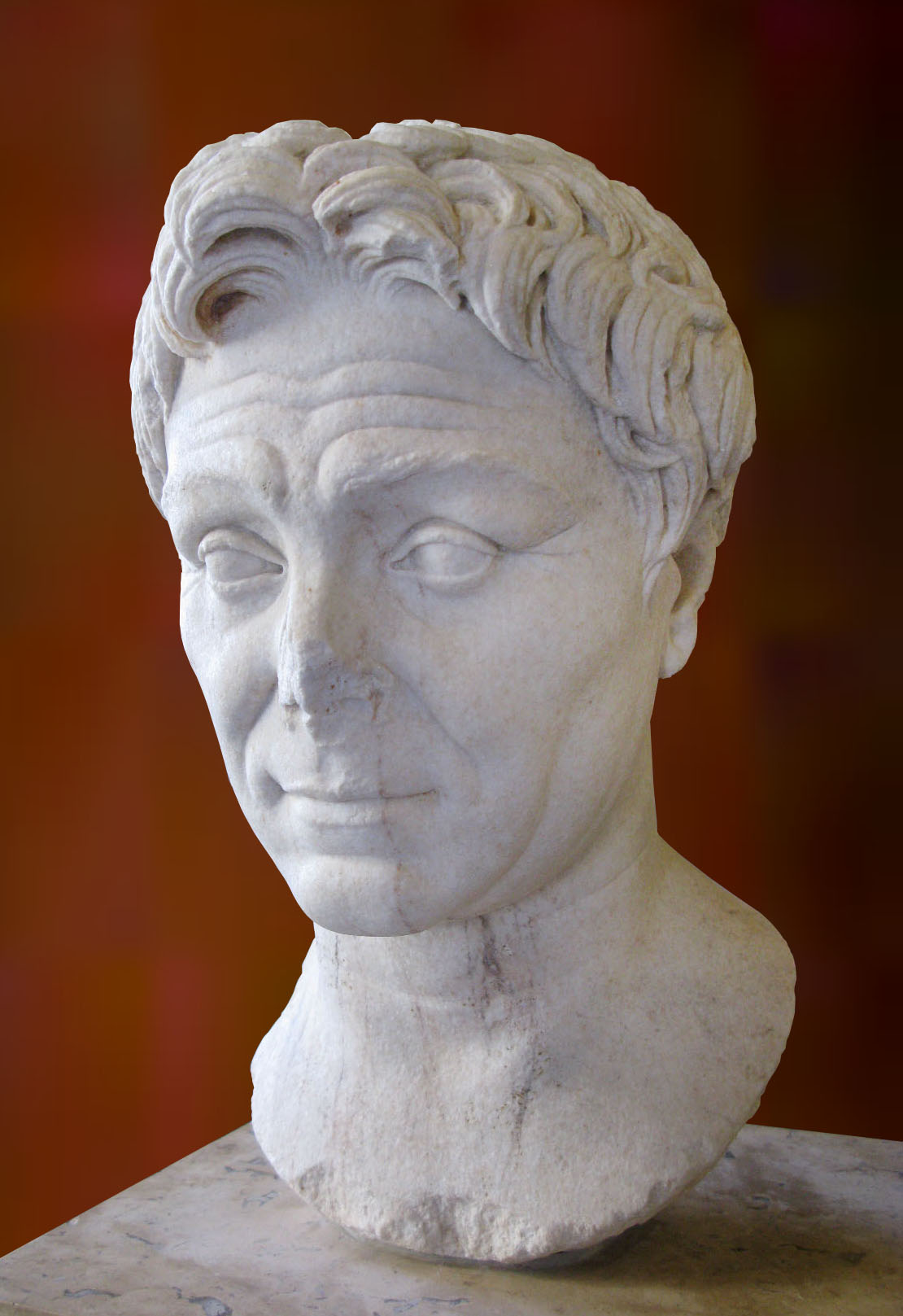
Buste de Pompée au musée du Louvre.

C’est la première fois que l’on rencontre Pompée dans un album d’Astérix, même s’il a déjà été cité dans Astérix légionnaire. Astérix explique à Obélix le contexte politique (planche 38) :

« Il fut un temps où Rome était gouvernée par un triumvirat, c'est-à-dire par trois consuls : César, Pompée et Crassus. Après la mort de ce dernier, César a évincé Pompée de la charge qu’il occupait, afin de devenir dictateur, et Pompée, de ce fait, est devenu son pire ennemi. Il est facile de penser qu’il essaie de lever une armée en Gaule contre César, ce qui expliquerait une certaine confusion dans la légion romaine. »

On retrouve donc ici la rivalité entre Pompée et César, déjà évoquée dans Astérix légionnaire de façon assez proche des événements historiques. Par contre, dans Astérix et Latraviata, il est étonnant de voir Pompée lever en Gaule une armée contre César, alors que c’est historiquement l’inverse qui s’était produit. Il y a d’ailleurs une impossibilité historique dans la seule présence de Pompée, mort environ deux ans avant la bataille de Thapsus (46 av. J.-C.) à laquelle avaient participé Astérix, Obélix et Tragicomix dans Astérix légionnaire.

### Autres personnages
Le nom de la tragédienne romaine Latraviata est inspiré de La traviata, opéra de Giuseppe Verdi décrivant les malheurs d'une femme fatale. Latraviata est la première actrice à recevoir un César (planche 42), des mains de César.
C'est la première fois que l'on rencontre les parents d'Astérix (Astronomix et Praline) et d'Obélix (Obélodalix et Gélatine), du moins dans la série des albums : ils étaient déjà apparus dans les hors-série Comment Obélix est tombé dans la marmite du druide quand il était petit (1965) et La Naissance d'Astérix (1994), qui sera publié en 2003 dans Astérix et la Rentrée gauloise.
On retrouve Falbala, déjà vue dans Astérix légionnaire et La Galère d'Obélix, ainsi que son époux Tragicomix, qu'on n'avait pas revu depuis Astérix légionnaire. Il a ouvert un commerce de location de chars et de vente de chevaux. Il a les traits de l'acteur Jean Marais, bien qu'il soit dessiné un peu différemment par rapport à Astérix légionnaire. On retrouvera encore Falbala dans Astérix et la Rentrée gauloise, et les deux époux dans la dernière planche de L'Anniversaire d'Astérix et Obélix - Le Livre d'or.
C'est la première fois qu'on voit Plantaquatix, père de Falbala (planche 20). Dans Astérix légionnaire, il n'était que cité.
On retrouve le légionnaire ivrogne Roméomontaigus, déjà vu dans Le Cadeau de César.
Alors qu'Astérix et Obélix rechignent à se marier et fonder une famille, Idéfix, lui, prend les devants : il suit une petite chienne et disparaît avec elle (planche 24) : il ne revient qu'au banquet final avec elle et… cinq petits chiots !

### Scénario
Dans cet album, Albert Uderzo nous rappelle qu'Astérix et Obélix sont nés le même jour, comme il nous l'avait appris dans le hors-série La Naissance d'Astérix (1994). Pourtant, dans Obélix et compagnie (1976), les Gaulois avaient fêté seulement l'anniversaire d'Obélix : l'idée de leurs naissances simultanées est postérieure à cet album.
La mère d'Obélix fait allusion au TGV (planche 3), et Ordralfabétix développe ces initiales en « Transport Gaulois Véloce ».
Dans la scène où Astérix et Obélix se disputent, ce dernier met Astérix K.O. après avoir échangé des insultes. Plus tard, c'est au tour d'Astérix d'envoyer Obélix au tapis sous l'effet d'une potion qui le rend fou de joie et incontrôlable. Il s'agit de la première bagarre impliquant les deux héros depuis le début de leurs aventures, et la plus violente altercation depuis Le Fils d'Astérix.
Pour dessiner Condate (l'actuelle Rennes), Uderzo s'est inspiré de maisons à colombage médiévales, encore visibles sur les quais de la Vilaine. Cependant, cette technique de construction remonte au Néolithique et certaines bâtisses des villes antiques étaient réalisées de cette manière. La représentation de Condate par le dessinateur n'est donc pas forcément anachronique.

### Citations latines
- Ceterarum rerum prudens ([Soyons] prudents en toutes choses) : phrase prononcée par le pirate Triple-Patte.
- Quis, quid, ubi, quibus auxiliis, cur, quomodo, quando QQOQCCP? (Qui, quoi, où, par quels moyens, pourquoi, comment, quand ?) : phrase prononcée par le geôlier de Condate.
- Quid novi ? (Quoi de neuf ?) : Phrase dite par la narration.

## Tirage
Tirage original : 3 000 000 exemplaires (France) - 8 000 000 exemplaires (Europe).